# Reynosia retusa
Reynosia retusa är en brakvedsväxtart som beskrevs av August Heinrich Rudolf Grisebach. Reynosia retusa ingår i släktet Reynosia och familjen brakvedsväxter. Inga underarter finns listade i Catalogue of Life.